# Çiftlikköy
Çiftlikköy ist eine Stadt und Hauptort des gleichnamigen Landkreises (İlçe) der türkischen Provinz Yalova. Die Stadt beherbergt 83,95 Prozent der Landkreisbevölkerung und liegt sieben Straßenkilometer östlich der Provinzhauptstadt Yalova an der Küste. Çiftlikköy wurde im Juni 1987 in den Rang einer Gemeinde (Belediye) erhoben und gliedert sich in sechs Mahalle (Stadtviertel).
Der Landkreis liegt östlich in der Provinz und grenzt im Süden an die Provinz Bursa. Neben dem Verwaltungssitz (türkisch Merkez) gehören noch die Stadt Taşköprü (4034 Einw.) sowie neun Dörfer (Köy) mit durchschnittlich 351 Bewohnern zum Landkreis. Die Palette der Einwohnerzahlen reicht von 686 (Kılıç) herab bis auf 168 (Burhaniye). Der Anteil der urbanen Bevölkerung beträgt 92,96 %, die Bevölkerungsdichte (329,5) liegt etwas unter dem Provinzdurchschnitt (von 345,5 Einw. je km²).
Der Kreis wurde 1995 aus dem Bucak Kılıç des alten Kreises Yalova (Provinz Istanbul) gebildet. Bei der letzten Volkszählung vor der Gebietsänderung (1990) hatte dieser Bucak 6898 Einwohner, also 6,08 % der damaligen Kreisbevölkerung.